# الهجوم (رواية)
الهجوم هي رواية جزائرية بقلم ياسمينة خضراء نشرت يوم 20 يوليو 2005 عن دار نشر جوليار وتحصلت على جائزة المكتبيين في فرنسا في العام التالي.

## ملخص الرواية
الرواية مقسمة إلى 17 فصلا، الفصل الأول لم يتم ترقيمه (وهو مكرر جزئيا في الفصل الأخير).
أمين الجعفري هو فلسطيني من عرب 48، شخص ناجح ويشغل وظيفة جيدة كطبيب جراح، ومندمج جيدًا في المجتمع الإسرائيلي ويعيش بسعادة مع زوجته، سهام، وهي كذلك من أصل فلسطيني. ذات يوم، قامت امرأة بعملية انتحارية في مطعم في تل أبيب وسط عشرات الزبائن. أمضى أمين يومه في العمل على معالجة العديد من ضحايا الهجوم. وفي وقت لاحق، تم الاتصال به في منزله، في منتصف الليل، ليطلب منه العودة بشكل عاجل إلى المستشفى، حيث طلب منه التعرف على جثة منفذ العملية. ينهار عالمه عندما يكتشف أن الجثة هي جثة زوجته. بعد مرحلة من عدم التصديق، يسعى أمين إلى فهم ما قامت به زوجته التي كان يشاركها حياتها بحميمية دون أن يشك في إطلاقا بأنها يمكن أن تكون قد ارتكبت مثل هذا الفعل. سيأخذه هذا إلى عمق المدن الفلسطينية التي مزقها الاحتلال والحرب والى معاقل المقاومة الفلسطينية، ويجبره ذلك على مواجهة حقيقة القضية الفلسطينية التي استطاع حتى الآن تجاهلها، ليواجه حقيقة كانت قبل ذلك غريبة عليه.

## موضوع الرواية
يتم تناول العديد من الموضوعات حول القضية الفلسطينية، مثل العلاقات الصعبة بين الفلسطينيين وبعض الإسرائيليين، ولا سيما الشرطة، وإذلال الفلسطينيين من طرفها. هناك أيضا موضوع الهجمات الانتحارية.
من خلال الثلاثية التي تتكون من سنونوات كابول (على أفغانستان)، والهجوم (على فلسطين)، وصفارات إنذار بغداد (على العراق)، يحاول المؤلف دراسة وعرض سوء الفهم المتزايد الذي نشأ بين الشرق الأوسط والغرب.

## الجوائز
- جائزة المكتبيين 2006
- جائزة تروبيكس 2006
- جائزة غابرييل ديستري 2006
- الجائزة الكبرى لقراء كوتي فام
- جائزة أدبية لطلاب الثانوية والمتدربين في بورجوندي
- جائزة قراء تيليغرام
- جائزة طلاب الثانوية شارتر 2006

## المذكرات والمراجع
1. ↑  "L'attentat - Yasmina Khadra". Babelio (بالفرنسية). Archived from the original on 2022-04-21. Retrieved 2020-07-20.

## فيلم عن الرواية
- 2013: فيلم الهجوم لزياد دويري.

## كتاب مصور عن الرواية
- 2012 الهجوم، سيناريو من تأليف لويك دوفيليي، الرسم والألوان بواسطة قلين شابرون، قلينا.